# Monkeyshines, No. 2
«Monkeyshines No. 2» є логічним продовженням експериментів Діксона з новою системою циліндрів для кінетоскопа.
Monkeyshines No. 2 триває лише кілька секунд і на екрані можна побачити людину в білому, яка робить різноманітні рухи перед камерою.